# Cartoongrafia
A técnica artística-visual da Cartoongrafia foi criada pelo artista plástico, pesquisador e caricaturista Camilo Riani a partir de um inusitado diálogo entre múltiplos experimentos realizados ao longo de sua premiada carreira.
O termo é resultado da fusão entre as palavras ‘cartoon’ e ‘biografia’ e a técnica é inspirada em estratégias visuais experimentadas por diferentes artistas, escolas e gerações. Desse modo, a nova linguagem poética-visual permite a observação da obra em três diferentes distâncias:
- Curta, quando é possível  observar com nitidez apenas a série de micro cartoons, palavras, ícones e cenas que remetam à história do retratado;
- Média, quando se nota uma alteração dos grupos de imagens, indicando uma composição diferente daquela observada inicialmente;
- Longa, quando se visualiza com clareza o rosto ou partes da pessoa retratada em uma espécie de 'biografia cartoonizada'.

A técnica artística está baseada na aproximação espacial de pequenas intervenções gráficas realizadas manualmente pelo artista com canetas especiais (preferencialmente pretas), de modo que as áreas preenchidas componham outra imagem completa, no estilo conhecido como ‘alto contraste’. O artista também desenvolveu estudos com elementos gráficos coloridos, vetorizados digitalmente, em uma das possíveis variações da técnica da Cartoongrafia.
As primeiras obras realizadas por Camilo Riani nessa técnica fazem referência a figuras como Leonardo Da Vinci e os músicos Nando Reis, Rita Lee, Sarah Vaughan e Ella Fitzgerald.
Entre as formas possíveis de se compor a imagem, Camilo Riani desenvolveu também a Cartoongrafia colaborativa (ou coletiva), que permite a participação de toda e qualquer pessoa, de qualquer idade, classe social e repertório na colocação dos ‘micros elementos’, em ações realizadas em eventos culturais e sociais. Tais grafismos devem ser colocados em áreas definidas pelo próprio artista, que concebe e delimita previamente o conjunto de ‘manchas’ a serem ocupadas, a partir de estudos e técnicas específicas de estilização gráfica. Deste modo, o contato ampliado do público possibilita uma maior aderência às linguagens artísticas, elevando distintas possibilidades de fruição, elemento fundamental para a vivência artística e cultural coletiva.
A participação na realização de uma obra de arte ao vivo possibilita experiência cultural única, marcada pela clara presença de ‘afectos’ e ‘perceptos’, conforme apontado por pensadores como os franceses Deleuze e Guattari. Desse modo, o fazer artístico amplia as possibilidades do próprio pensamento, acionando conexões incomuns em outras atividades, aspecto fundamental para a ampliação do universo cultural.
Em 2018 o criador da técnica estabeleceu parceria com a agência Neurônio Adicional de comunicação, sediado em Piracicaba (SP), possibilitando a multiplicação da produção das Cartoongrafias entre distintos grupos, entidades e instituições. Em 2019 foi inaugurado o projeto colaborativo MuroArte, que contou com a participação de 600 pessoas com idades entre 1 e 90 anos, que registraram suas mãos no muro da Escola Estadual Dr. Prudente em Piracicaba.

## Camilo Riani
Artista plástico, caricaturista, pesquisador e ilustrador, Camilo Riani é autor da arte-tese Caricatas: arte-rosto-humor-experiência, premiada com o Troféu HQ-MIX/2017 (Serginho Groisman, Jal & Gual, ACB, SESC).
Criador da inédita técnica da Cartoongrafia, na qual cartuns e micro desenhos compõem a biografia imagética do retratado, dedica-se às pesquisas resultantes de seu Pós-Doutorado concluído na Unesp-Rio Claro, bem como à criação no campo das artes plásticas e humor gráfico junto à agência de comunicação Neurônio Adicional, com obras pautadas pela interlocução entre distintas linguagens, estilos e técnicas que caracterizam sua extensa produção artística.